# По-пермски говоря
«По-пермски говоря» — сувенирный словарь пермских слов и выражений, подготовленный агентством коммуникаций «Слово» (Пермь, Россия), издан в Перми в 2013 году. Научный редактор и автор предисловия — доктор филологических наук, профессор ПГПУ И. А. Подюков. Первоначально подготовлен как сувенирная полиграфическая продукция к 290-летию Перми по заказу Министерства культуры и массовых коммуникаций Пермского края. Сразу после издания словарь обрел большую популярность. Первый тираж разошелся за несколько месяцев. Словарь претерпел несколько коммерческих переизданий. Общее количество проданных экземпляров — больше 10 000.

## Описание
Словарь содержит около 300 слов и выражений, бытующих в Пермском крае, а также советы по «эталонному» пермскому произношению. Текст написан лёгким ироничным языком, но внешне оформлен как настоящий словарь (алфавитный порядок, слово+толкование, орфоэпические правила в случае необходимости, маркер ударения).
В ходе подготовки активно использовались как существующие академические издания — словари местных говоров — так и собственные материалы агентства «Слово», собранные в городской среде. «По-пермски говоря» объединяет разные пласты территориально специфической лексики.
Благодаря легкому стилю изложения материала и обилию забавных деталей словарь по сей день очень популярен. Его цитируют, дарят знакомым, используют как бизнес-сувенир.
Проекту «По-пермски говоря» удалось привлечь широкое внимание к особенностям пермского говора, который уже был известен жителям других регионов, например, по сериалу «Реальные пацаны». После выхода в свет словаря «пермский язык» превратился в настоящий территориальный бренд — его начали отличать от прочих говоров даже неспециалисты, а сами пермяки теперь гордятся своим уникальным «региолектом».
Помимо общепермской читательской любви, издание признано профессиональным сообществом. В ряде российских СМИ вышли позитивные рецензии на словарь.

 «Туристическая» направленность книги выражена не только в прямом обращении к пермякам и гостям города с призывом познакомиться с Пермью и её языком, но и в самом подборе материала…"

"… образ <"реального пацана" — прим.> любовно уравновешивается информацией полезной и демонстрирующей лучшую сторону Перми: рядом с описанием семок есть короткий рассказ о традиционных блюдах и напитках, рядом с довольно плоскими шутками о Крохалях — история «Велты» и Пармы, а клип Сявы соседствует с «Капризкой» и героями Льва Давыдычева. А значит, существует некоторая вероятность, что даже раскрывший словарь случайно и «просто по приколу», попутно узнает, чем гордится Пермь". Реальные словари / Литературный журнал «Вещь!», № 7/2013

 «Я никогда не видела такого живого, такого ироничного, такого с любовью изданного словарика местного говора».
Передача-игра «Говорим по-русски» на радио «Эхо Москвы», эфир 02.06.2013 

## Награды
Проект «Слова» стал абсолютным победителем региональной премии в области развития общественных связей «Серебряный лучник-Приволжье»-2013 в номинации «Продвижение территорий» Архивная копия от 1 августа 2015 на Wayback Machine. В 2015 году словарь получил ещё и международную награду — занял первое место в категории «Сувениры» на фестивале территориального маркетинга и брендинга Open Your World в Минске Архивная копия от 1 августа 2015 на Wayback Machine.

## Дополнительные факты
- Общая обработка информации и подготовка текстов словаря заняли всего два дня[источник не указан 341 день][значимость факта?].
- Существует и англоязычная «версия» словаря. В 2015 году имиджевый центр «Сенатор» (Пермь, Россия) выпустил новое издание «по мотивам» — пермско-русско-английский разговорник (Perm-English Phrasebook)[источник не указан 341 день].